# Трогілос Пріоло
«Трогілос Пріоло» (італ. Trogylos Priolo) — італійський жіночий баскетбольний клуб з міста Пріоло-Гаргалло.

## Стислі відомості
Був заснований у 1970 році. В сезоні 1986/87 років клуб дебютував у вищому дивізіоні. З тих пір команда виграла два титули чемпіона Італії та Євролігу у 1990 році.

## Відомі гравці
- Сильянова Наталія Василівна (2002—2003)
- Поліна Цекова (1991—1995)

## Досягнення
- Чемпіон Італії (2): 1988-89 , 1999-00
- Переможець Євроліги ФІБА: 1989-90